# 维尔舍姆
维尔舍姆是德国莱茵兰-普法尔茨州的一个市镇。总面积8.32平方公里，总人口327人，其中男性164人，女性163人（2011年12月31日），人口密度39人/平方公里。